# Chevrolet Spin
Chevrolet Spin – samochód osobowy typu minivan klasy subkompaktowej produkowany pod amerykańską marką Chevrolet od 2012 roku.

## Historia i opis modelu

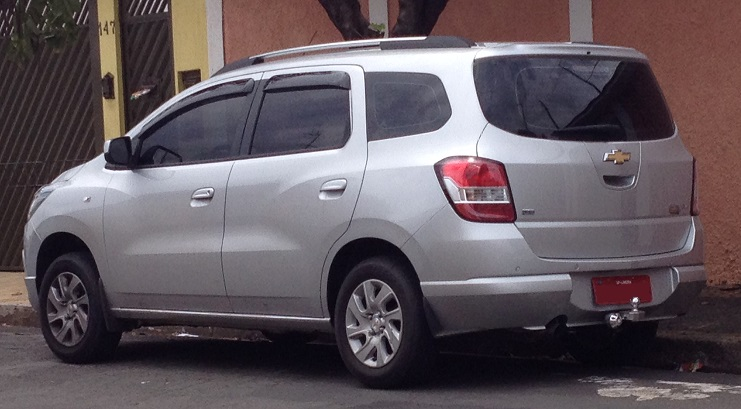
Chevrolet Spin - tył

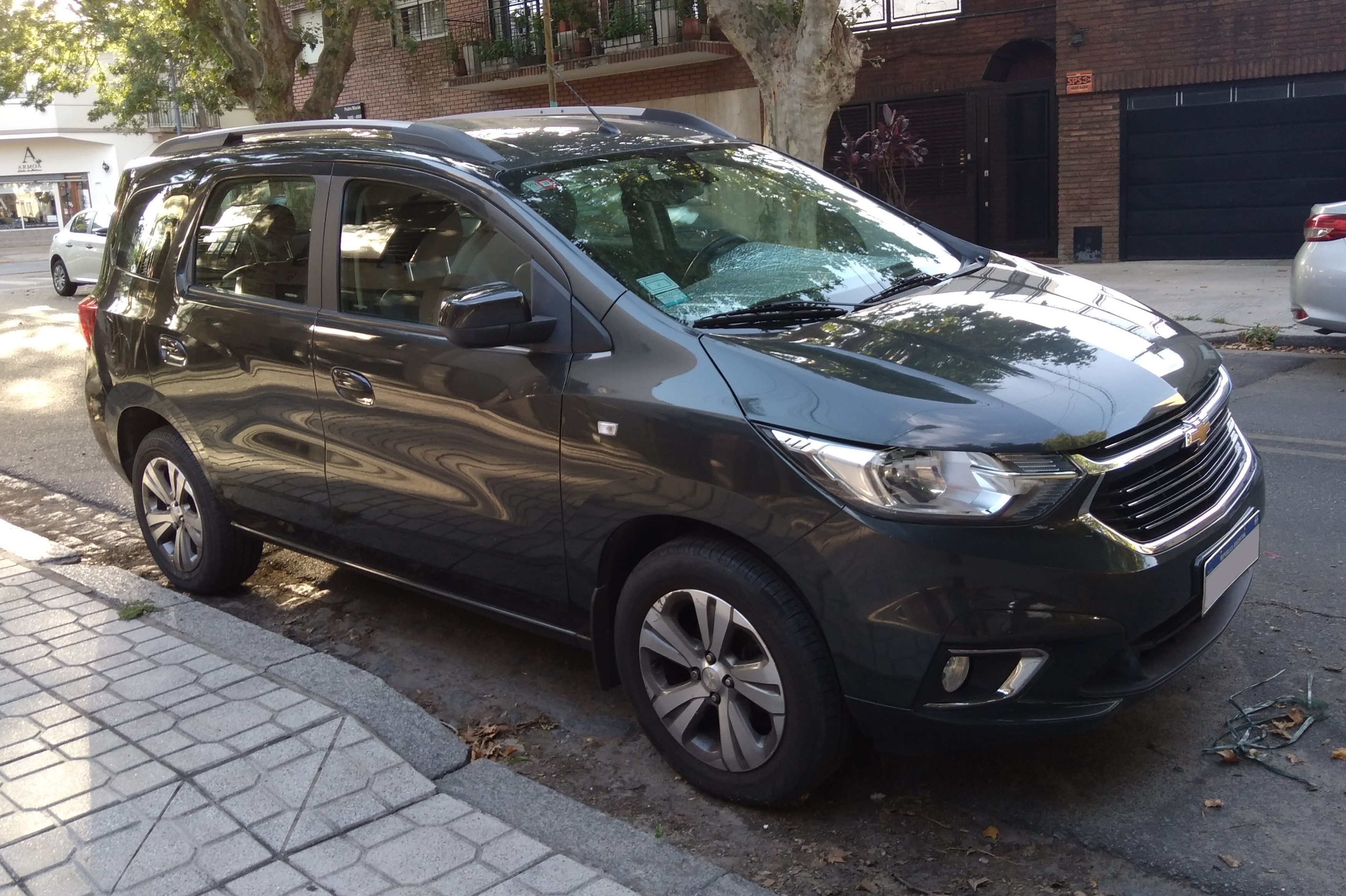
Chevrolet Spin po liftingu

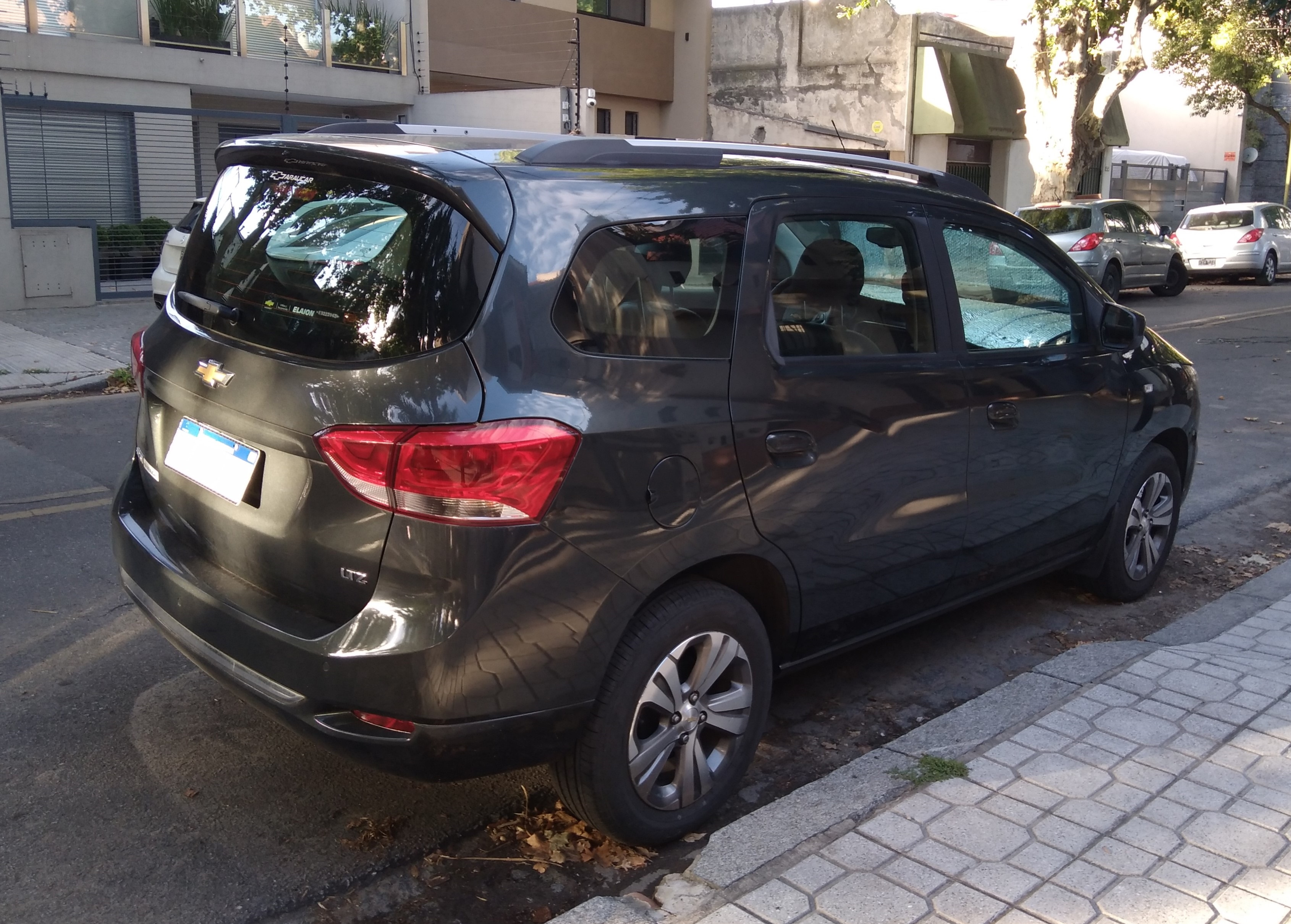
Chevrolet Spin - tył po liftingu

W ramach nowej polityki modelowej Chevroleta na rynku Ameryki Południowej, w 2012 roku zdecydowano się zakończyć lokalną produkcję opracowanych przez Opla przestarzałych modeli Meriva i Zafira i zastąpić je nowym modelem skonstruowanym samodzielnie przez brazylijskie biuro General Motors z wykorzystaniem platformy Gamma II. 
Chevrolet Spin, ściśle spokrewniony z modelem Onix, przyjął postać miejskiego, 5-drzwiowego minivana wyróżniającego się obłym i wąskim nadwoziem z wysokim prześwitem dostosowanym do specyfiki lokalnych dróg. Pas przedni zyskał duże, strzeliste reflektory, a także obszerny wlot powietrza przedzielony poprzeczką w kolorze nadwozia. Tylna część nadwozia otrzymała z kolei wypukłą klapę bagażnika pozwalającą na umieszczenie w bagażniku dodatkowego, opcjonalnego trzeciego rzędu siedzeń.

### Restylizacje
W czerwcu 2018 roku Chevrolet przedstawił Spina po obszernej restylizacji nadwozia, którą upodobnił się do miejskiego sedana Cobalt, zyskując węższe, bardziej strzelite reflektory z ciemniejszymi wkładami, a także mniejszą atrapę chłodnicy i dwuczęściowe lampy tylne. Przeprojektowano także zderzaki i wprowadzono nowe kolory nadwozia.
Niespełna 6 lat później, w marcu 2024 Chevrolet Spin przeszedł drugą, jeszcze obszerniejszą niż poprzednio modernizację. Samochód zyskał obszerniejszą osłonę chłodnicy, przemodelowane zderzaki, większe reflektory o charkterystycznym wielokształtnym formacie, a także przeprojektowane lampy tylne połączone chromowaną poprzeczką. Zmiany objęły także 12-letni wówczas projekt deski rozdzielczej, którą zastąpił zupełnie nowy panel upodobniony do nowszych modeli - z innym kołem kierownicy, niżej osadzonymi nawiewami i centralnym ekranem dotykowym systemu multimedialnego o przekątnej 11 cali.

### Sprzedaż
Przez pierwszy rok produkcji, Chevrolet Spin był produkowany i sprzedawany z przeznaczeniem na rynek brazylijski, argentyński i chilijski.  W lutym 2013 roku General Motors zdecydowało się poszerzyć zasięg rynkowy tego modelu także o Indonezję, gdzie Spin trafił do produkcji w lokalnych zakładach Chevroleta zastępując model Tavera i pozostawał w niej przez kolejne 2 lata. Wycofano go w 2015 roku w związku z ograniczeniem oferty Chevroleta na rzecz debiutującej tam innej marki General Motors - Wuling. W kolejnych latach Spin ponownie został modelem wyłącznie dla regionu latynoamerykańskiego.

### Silnik
- R4 1.2l Family
- R4 1.3l S-DE
- R4 1.5l S-TEC
- R4 1.8l N18XFH